# Johann Nepomuk Vogl
Johann Nepomuk Vogl, född 1802 i Wien, död där 1866, var en österrikisk skald.
Vogl var från sitt artonde år tjänsteman vid österrikiska lantdagen. Han författade ballader, gärna med spökromantiska motiv, poetiska berättelser, delvis på landsmål, visor, epigram och gnomiska dikter samt sysslade även med sagoforskning. Vogls vers är lättflytande och bärs ofta av innerlig stämning. Bland de många arbeten han utgav kan framhållas Balladen und Romanzen (1835, 1837, 1841; samlad upplaga 1846), Lyrische Blätter (1836; 2:a upplagan 1844), Klänge und Bilder aus Ungarn (1839; 4:e upplagan 1850), Deutsche Lieder (1845; 4:e upplagan 1853), Aus der Teufe (bergsmannasånger, 1849; 2:a upplagan 1856), Soldatenlieder (1849; 3:e upplagan 1856), Schnadahüpfln (1850) samt Schenken- und Kellersagen (1858). Vogl utgav från 1845 "Österreichischer volkskalender", som ännu fortgår.

## Fotnoter
1. 1 2  International Music Score Library Project, IMSLP-ID: Category:Vogl,_Johann_Nepomuk, läst: 9 oktober 2017.[källa från Wikidata]
2. 1 2  Brockhaus Enzyklopädie, Brockhaus Enzyklopädie-ID: vogl-johann-nepomuk, läst: 9 oktober 2017.[källa från Wikidata]
3. 1 2 3 4  Vogl, Johann Nepomuk, vol. 51, Biographisches Lexikon des Kaiserthums Oesterreich, s. 178.[källa från Wikidata]
4. ↑  Charles Dudley Warner (red.), Library of the World's Best Literature, 1897, läs online.[källa från Wikidata]